# Bûcheron
Un bûcheron est un professionnel de l'abattage (coupe) des arbres. Les agriculteurs exercent aussi souvent ce type d'activité pour tirer des forêts qu'ils gèrent un revenu et se chauffer. C'est l'un des métiers statistiquement les plus risqués quant aux accidents corporels. 

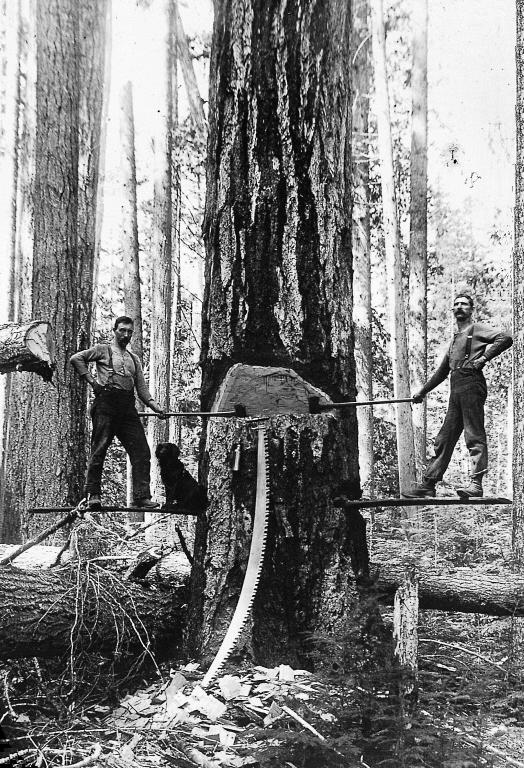
Deux hommes abattant un gros arbre, Colombie-Britannique, vers 1895.

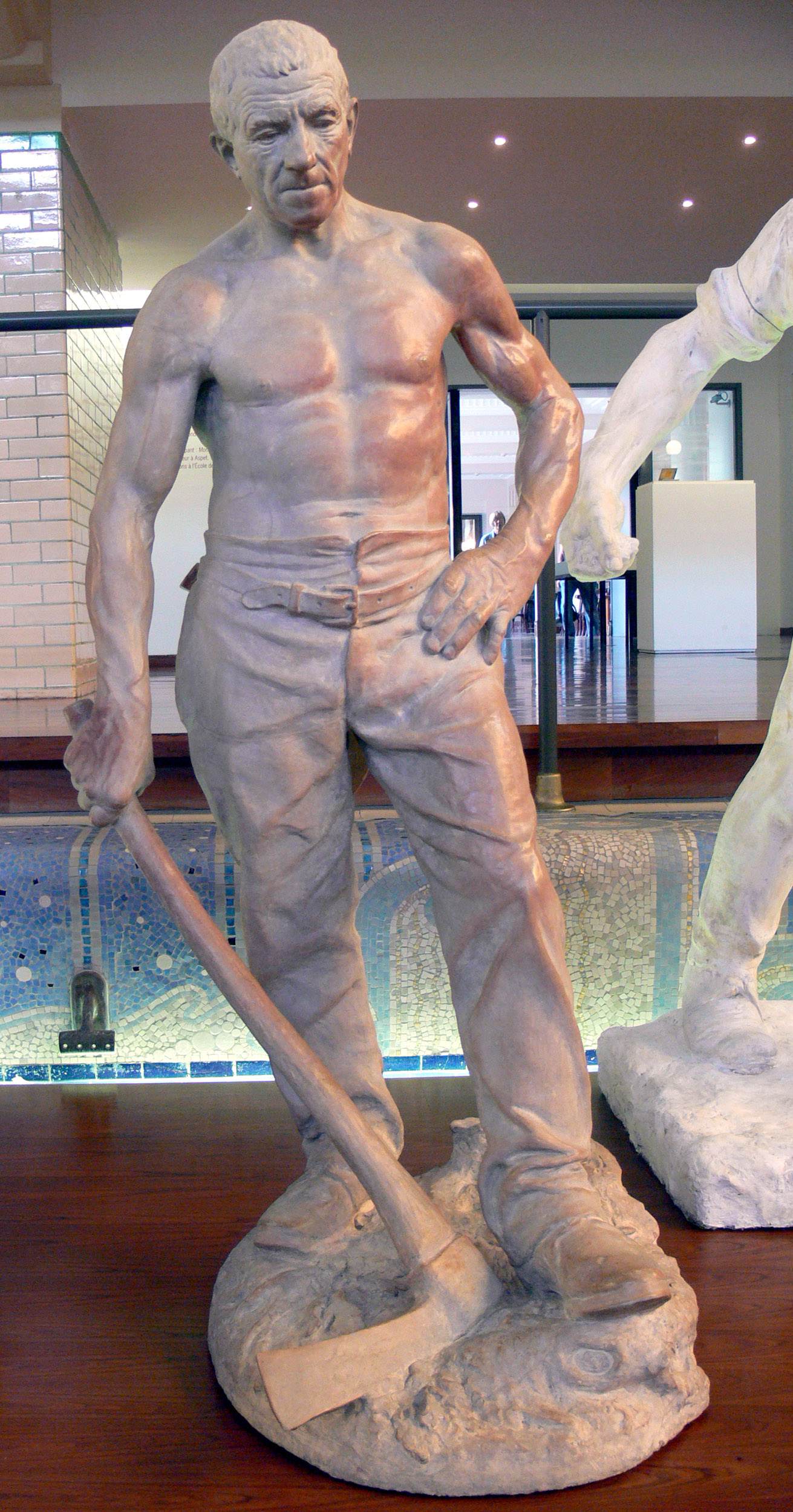
« Le bûcheron de la forêt de La Londe », sculpture de Paul Richer réalisée en 1899, exposée au musée de Roubaix dit « La Piscine ».

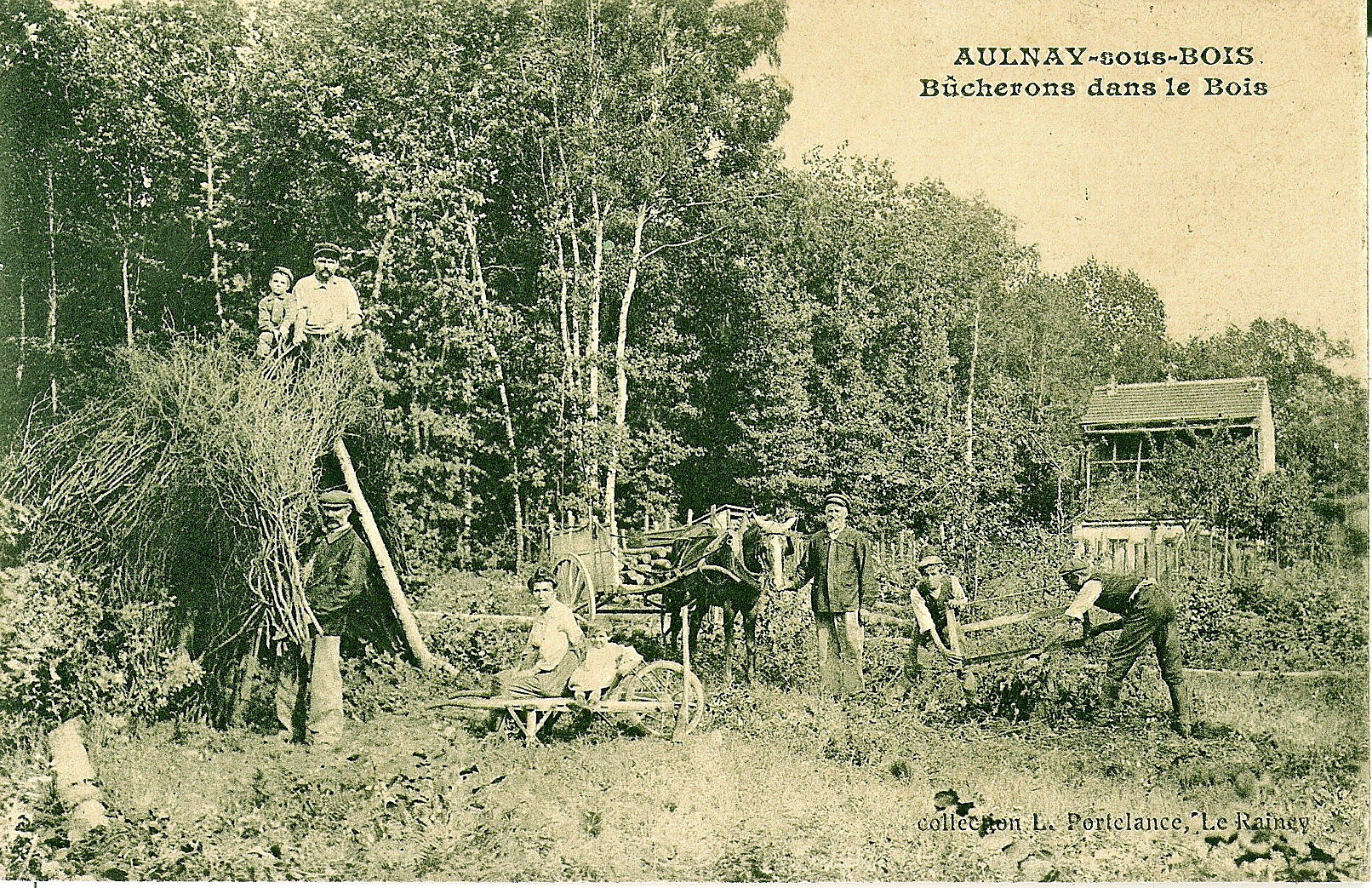
Famille de bûcherons en région parisienne en 1913 (forêt de Bondy).

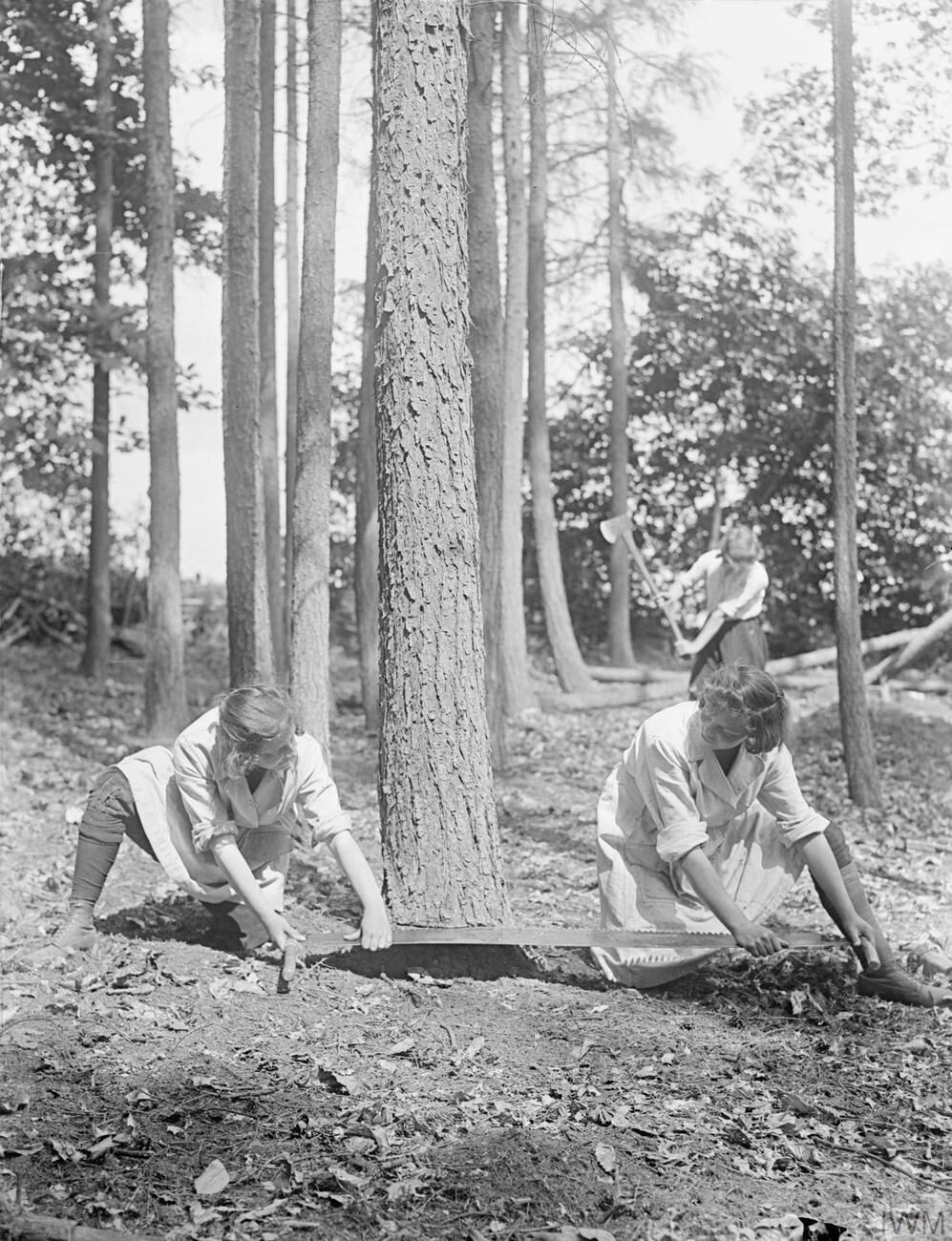
Vers 1914 au Royaume-Uni, des femmes (membres du Forestry Corps), effectuent un travail de bûcheron, pourtant généralement considéré, et à plus forte raison à cette époque, comme typiquement masculin. (Durant le Premier conflit mondial, beaucoup de femmes participent à l'effort de guerre en remplaçant à l'arrière pour de multiples tâches les hommes partis combattre au front).

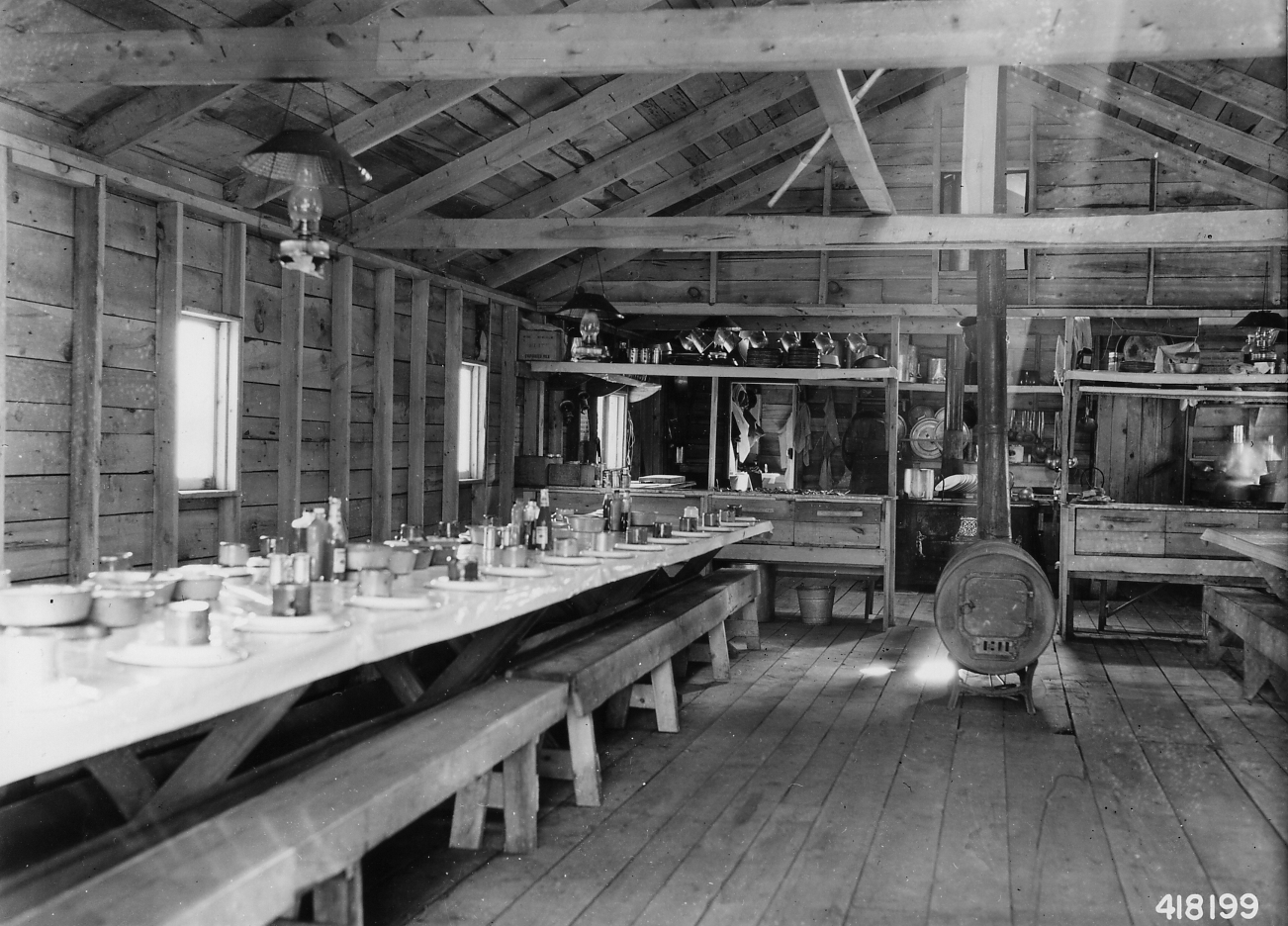
Réfectoire des bûcherons, construit sur le chantier de coupe, États-Unis, 1937.

## Tâches
- Couper les arbres, les ébrancher, les énœuter, les rainer (pour le bois de mine) afin de produire des grumes, les branches sont débitées en bois de chauffage (bûches d'un mètre le plus souvent), ou d'industrie (minimum 1 mètre et plus pour le merrain, puis après selon le sciage ou le déroulage la longueur est variable).
- Empiler ces bûches en piles régulières.
- Brûler les rémanents (quand cela est permis) ou en faire des fagots. Il est souvent recommandé de conserver un certain pourcentage de bois mort au sol, pour contribuer à la conservation d'un humus de qualité.

Pour des raisons écologiques ou de coût, le débardage peut être exceptionnellement fait à cheval ou par câble.

## Matériel et outillage
Le matériel de base était, autrefois, la hache et la scie. Aujourd'hui, dans la plupart des cas, il est largement remplacé par la tronçonneuse et/ou l'abatteuse. De même, depuis la fin de la Première Guerre mondiale, les engins à moteurs (tracteurs et camions à chenilles, puis débardeurs et autres engins adaptés aux terrains difficiles) ont pris la place des chariots et des chevaux pour le débardage.
Dans certains cas, le bûcheron peut aussi être un élagueur ou élagueur doux (alors susceptible d'utiliser de petites scies à main, voire le sécateur).

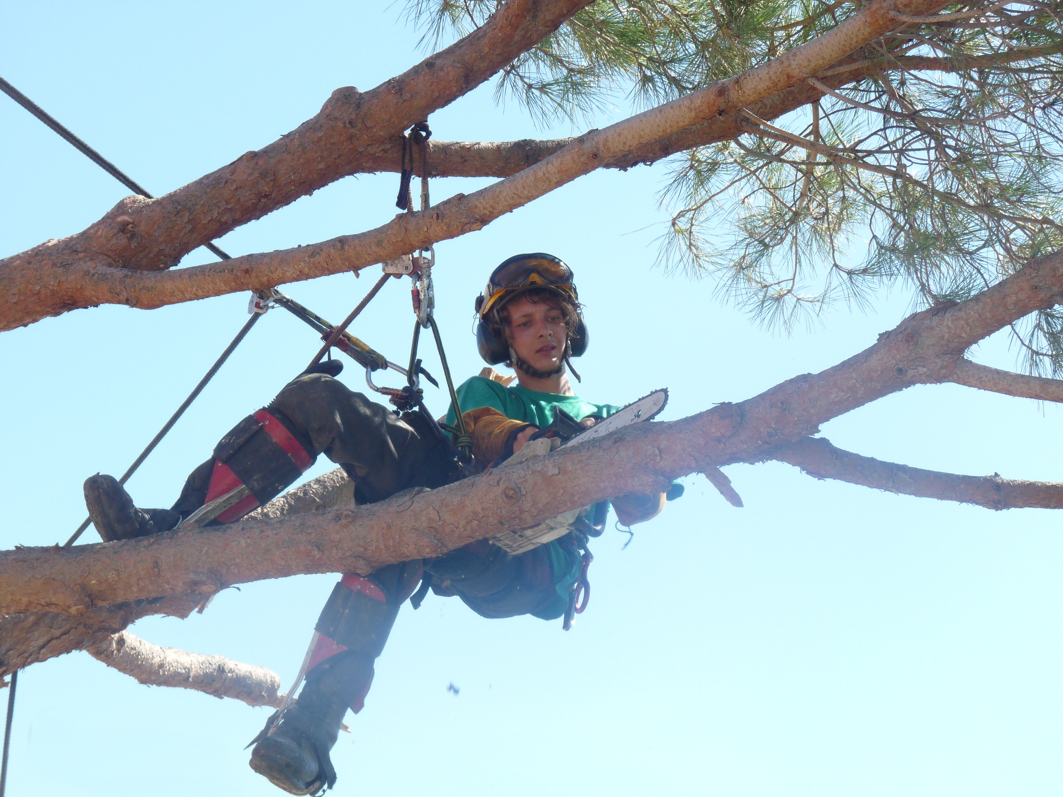
Élagage d'un pin en septembre 2011.
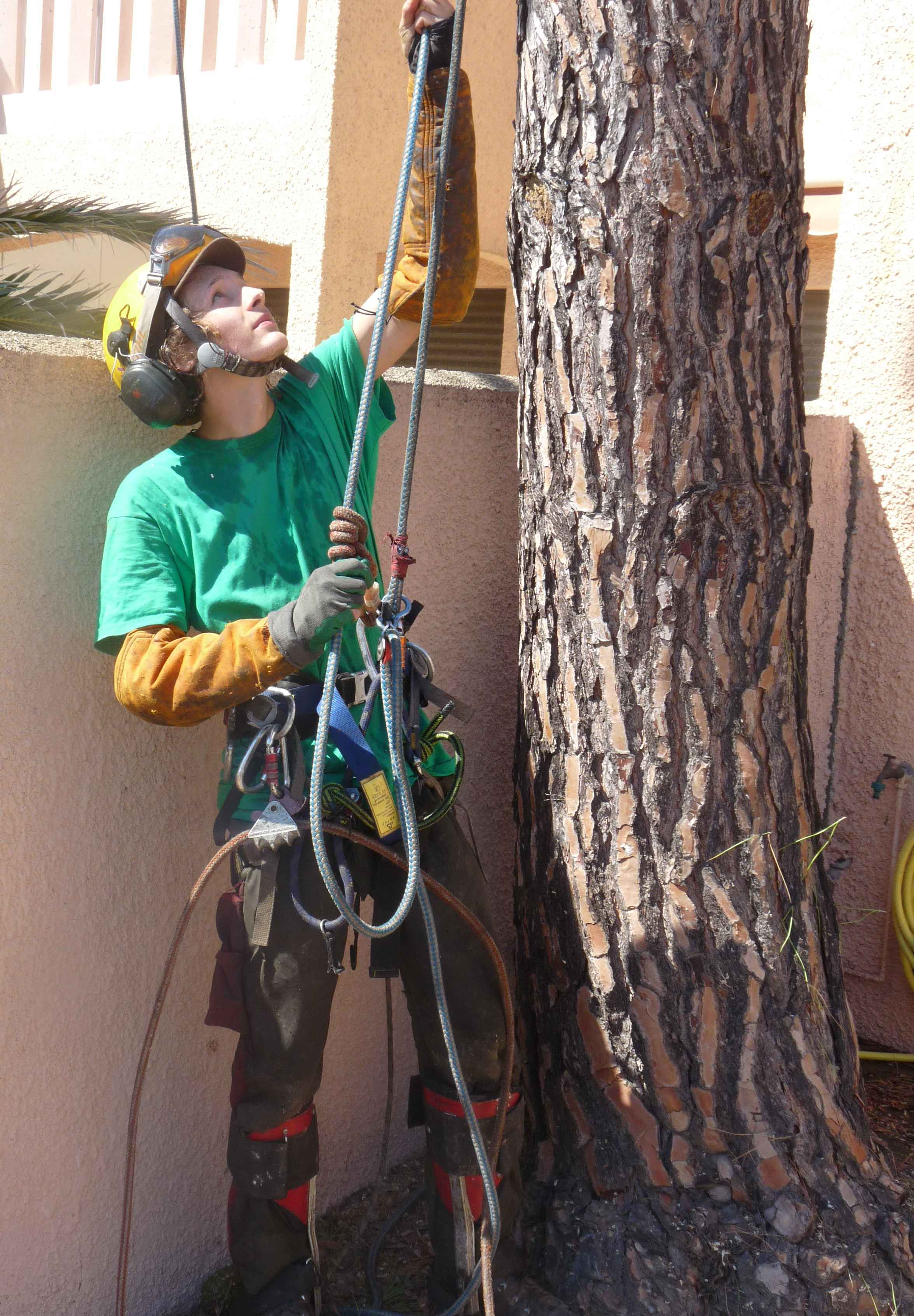
Un arboriste-grimpeur entièrement équipé.
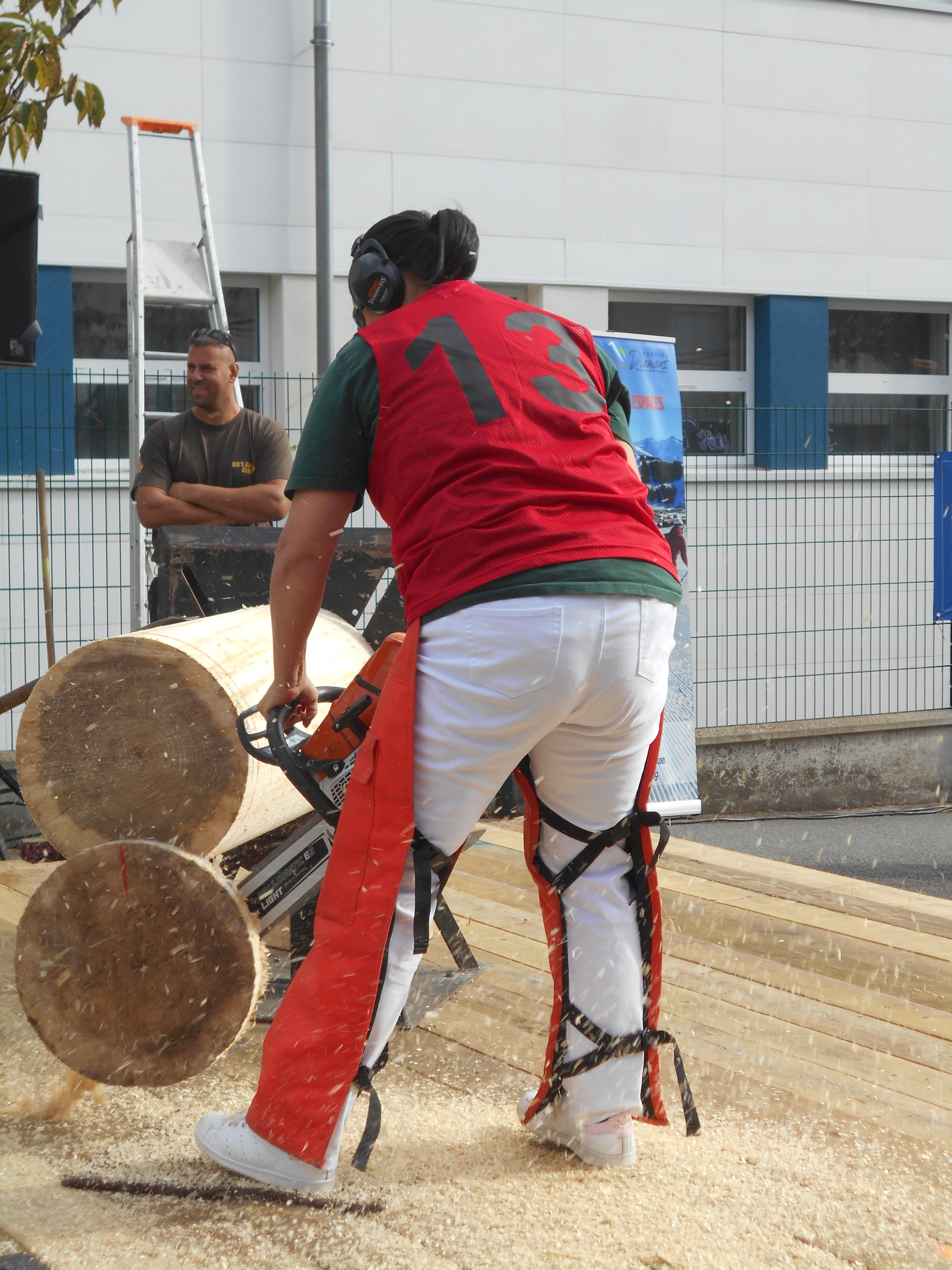
Compétition de bucheronnage.

Afin de travailler dans les meilleures conditions de confort et de sécurité, le bûcheron contemporain peut disposer de divers équipements : 
- casque anti-bruit et lunettes de sécurité (contre les projections de sciures de bois) ;
- vêtements et chaussures anti-coupure ;
- harnais et cordage ;
- griffes d'élagueur.

## Jargon de la profession
Baraquer consiste à construire une baraque de bois située près des coupes.
Un chablis est un arbre sec, renversé ou encroué par une tempête. En général, ce terme ne désigne que ceux qui avaient ou ont une certaine valeur monétaire ou sylvicole.

La charnière est une bande de bois régulière laissée entre l'entaille d'abattage et la taille d'abattage. Dans la plupart des cas, son épaisseur doit être de 1⁄10 du diamètre de l'arbre. Son épaisseur peut varier selon le cas (par exemple : arbre déjeté) ou la technique utilisée. Elle permet de guider l'arbre dans la direction donnée par l'entaille d'abattage.
Encrouer se dit d'un arbre qui en tombant s'embarrasse (se prend) dans les branches d'un autre.
L’entaille d'abattage permet à l'arbre de basculer et de donner la direction de chute.  Elle doit faire environ entre 1⁄3 et 1⁄5e du diamètre de l'arbre.  Son ouverture est comprise entre 30° et 45° maximum.  Les deux traits doivent être bien jointifs et le fond de l'entaille perpendiculaire à la direction de chute.
Un fayard ou foyard est le hêtre pour le bûcheron savoyard.
Une grume est un tronc arbre ébranché mais non écorcé et transporté tel quel.
Le houppier est l'ensemble des parties aériennes d’un arbre.
Un pesso ou une pesse est un épicéa (commun) pour le bûcheron savoyard ou haut-savoyard.
Le plafond est le trait oblique de l'entaille d'abattage.
Le plancher est le trait horizontal de l'entaille d'abattage.
La taille d'abattage est la taille faite à l'arrière de l'arbre. Elle rejoint la charnière. C'est la dernière taille faite avant l'abattage de l'arbre. Un coin ou un levier peut y être inséré pour aider au basculement de l'arbre. La taille peut être oblique ou plate, et sa hauteur par rapport au plancher peut varier suivant le cas ou la technique utilisée.
Une vargne désigne le sapin (pectiné) en Savoie, Haute-Savoie.
Le coin désigne une pièce triangulaire de métal, de bois ou de plastique à mettre dans une fente, afin d'y taper dessus et de fendre le bois.

## Santé et travail
Le métier de bûcheron est l'un des plus risqués, notamment en montagne, et ceci dès la période de formation.  Ainsi, en 2003 en Suisse, 50 % des apprentis forestiers bûcherons avaient déclaré un accident du travail, ce qui a incité la Commission fédérale suisse pour la formation professionnelle (CFFP) et la Suva à lancer un programme conjoint d'amélioration de la sécurité durant la formation, associant 281 formateurs, après une enquête identifiant les dangers et le comportement au travail et face aux dangers et risques, les contextes, les savoirs et savoir-faire techniques des apprentis, les nécessités du métier ainsi que le degré de conscience du risque.
Ce métier se pratique dans la nature (et plus rarement en ville ou au bord de routes et canaux, où les élagueurs doux sont souvent appelés), mais parfois dans de difficiles conditions (froid, humidité, sols glissants).
Le bûcheron est également exposé à la fumée riche en suies et en huile des tronçonneuses, et parfois à la fumée des feux. Il est recommandé de ne pas être allergique aux pollens, aux piqûres d'insectes, aux fumées et à la poussière de bois.
Le bûcheron est soit salarié, soit entrepreneur indépendant payé à la tâche. Sa rémunération est très variable car elle est issue directement de la qualité et de la quantité du travail effectué, du type de coupe, de la qualité des bois.
Les bûcherons salariés ont un revenu peu motivant. Les entrepreneurs indépendants s'en sortent mieux, mais fournissent une somme de travail plus importante.

## Imagerie populaire
L'imagerie véhiculée par Lucky Luke et les cinémas américain et québécois veut que le bûcheron soit habillé d'une chemise à carreaux rouge, d'un pantalon en toile, et de chaussures de marche. Il est également souvent représenté avec une barbe.